# Seznam nizozemskih skladateljev
Seznam nizozemskih skladateljev.

## A
- Hendrik Anders (1657-1714) (nem.-nizozemski)
- Louis Andriessen
- Jakob Arcadelt

## B
- Kees van Baaren
- Bart Berman
- Theo Bruins

## D
- Alphons Diepenbrock
- Rudi Martinus van Dijk
- Oscar van Dillen
- Sem Dresden
- Guillaume Dufay

## E
- Margriet Ehlen

## H
- Jacob de Haan
- Walter Hekster
- Pieter Hellendaal

## K
- Piet Kee
- Huub Kerstens
- Otto Ketting
- Jan Kleinbussink
- Gottfried Michael Koenig
- Hans Kox

## L
- Ton de Leeuw
- Bertus van Lier
- Theo Loevendi

## M
- Johan de Meij

## O
- Jacob Obrecht
- Johannes Ockeghem
- Marbrianus de Orto
- Rogier van Otterloo
- Willem van Otterloo

## P
- Willem Pijper

## R
- Ernst Reijseger
- Johann Adam Reincken
- Robert de Roos

## S
- Peter Schat
- Jan Pieterszoon Sweelinck

## V
- Klaas de Vries

## W
- Johan Wagenaar
- Unico Wilhelm van Wassenaer

## Z
- Henri Zagwijn
- Kristoffer Zegers